# 김동한 (가수)
김동한(金東漢, 1998년 7월 3일 ~ )은 대한민국의 가수이다.
2017년 《PRODUCE 101 시즌 2》에 참가하였으나, 최종 29위로 파이널 진출에는 실패했다. 당시 분량을 많이 받지 못해서, 위명희 대표가 위로글을 남겼을 정도였다. 2017년 9월 《PRODUCE 101 시즌 2》의 참가자였던 노태현, 타카다 켄타, 김상균, 김용국, 권현빈과 함께 프로젝트 보이그룹 JBJ의 멤버로 데뷔했다.
2018년 4월 30일 JBJ가 활동을 종료한 후, 6월 19일에 솔로 앨범을 발매하며 솔로로 전향했다.
2020년 10월 5일 대한민국 보이그룹 위아이로 데뷔했다.

## 학력
- 대구장동초등학교
- 본리중학교[3]
- 경성고등학교

## 음반 목록
- I Know You Know - 월하소년 (月下少年)《PRODUCE 101 시즌 2 》
- Fantasy - JBJ
- True Colors - JBJ
- D-DAY - 김동한
- D-NIGHT - 김동한
- D-HOURS AM 7:03 - 김동한
- 이몽 OST Part 11 - 남규리, 김동한

## 출연 작품

### 텔레비전 프로그램
- 《PRODUCE 101 시즌 2》 (2017) - 참가자
- SBS Plus 《MUST EAT 20》 7월 25일(화) 밤 11시 - 9회 출연
- MBC every1 《미식돌스》 (2018) - 고정 진행자
- tvN 《어쩌다 행동과학연구소》 (2018) - 참가자
- MBC 《미스터리 음악쇼 복면가왕》(2021) - 참가자(개조심)
- 《더블 트러블》 (2021, 2022) - 참가자

### 드라마
- KBS1《렛츠댄스》 (2025) - 우림 역

### 라디오 프로그램
- 《취중막말》 (2017) - 고정 진행자

## 수상 목록

### 가요 프로그램 1위
| 연도            | 수상 내역 (총 1회)                                                |
| --------------- | ----------------------------------------------------------------- |
| 2018년 (총 1회) | - SUNSET (총 1회) - 6월 26일 SBS MTV 《더 쇼 시즌5》 더 쇼 초이스 |

## 그 외
- 10세 위의 야구선수 김동한과는 한자까지 동일한 동명이인이다.